# Playoffs NBA 1973
Los Playoffs de la NBA de 1973 fueron el torneo final de la temporada 1972-73 de la NBA. Concluyó con la victoria de New York Knicks, campeón de la Conferencia Este, sobre Los Angeles Lakers, campeón de la Conferencia Oeste, por 4-1.
Los Knicks ganarían así su segundo campeonato de la NBA. Willis Reed se convirtió en el primero jugador en ganar dos veces el MVP de las Finales (el galardón existe desde 1969).
El formato de los playoffs fue modificado. Solo los campeones de división se clasificaban automáticamente; dos puestos más fueron añadidos para cada conferencia. Uno de ellos estaba determinado, los cuatro clasificados se situarían 1.º, 2.º, 3.º y 4.º basándose únicamente en su récord de victorias-derrotas; la posición ocupada en la división no importaría. El primero se enfrentaría al cuarto y el segundo con el tercero. Debido al nuevo formato, New York, el equipo con mejor balance de la División Atlántico, tendría ventaja de campo ante Baltimore Bullets, campeón de la División Central. Los Bullets tendrían la ventaja de campo en 1972 ante los Knicks y en 1971 ante Philadelphia 76ers.
Este fue la segunda vez consecutiva (y la tercera de los últimos cuatro años) en la que los Lakers y los Knicks se encontraban en los playoffs, y la rivalidad Lakers-Knicks acabó con dos campeonatos para los Knicks y uno para los Lakers. Los Angeles tendrían que esperar hasta 1980 para volver a las Finales y sería el mejor equipo de los años 1980, mientras que New York no volvería a las Finales hasta 1994.

## Tabla
|  | Semifinales de Conferencia | Semifinales de Conferencia | Semifinales de Conferencia |   |            | Finales de Conferencia | Finales de Conferencia | Finales de Conferencia |  |    | Finales de la NBA | Finales de la NBA | Finales de la NBA |
|  |                            |                            |                            |   |            |                        |                        |                        |  |    |                   |                   |                   |
|  | E1                         | Boston*                    | 4                          |   |            |                        |                        |                        |  |    |                   |                   |                   |
|  | E4                         | Atlanta                    | 2                          |   |            |                        |                        |                        |  |    |                   |                   |                   |
|  | E4                         | Atlanta                    | 2                          |   | E1         | Boston*                | 3                      |                        |  |    |                   |                   |                   |
|  | Conferencia Este           |                            |                            |   | E1         | Boston*                | 3                      |                        |  |    |                   |                   |                   |
|  |                            | E2                         | New York                   | 4 |            |                        |                        |                        |  |    |                   |                   |                   |
|  | E3                         | E2                         | New York                   | 4 | Baltimore* | 1                      |                        |                        |  |    |                   |                   |                   |
|  | E3                         |                            |                            |   | Baltimore* | 1                      |                        |                        |  |    |                   |                   |                   |
|  | E2                         | New York                   | 4                          |   |            |                        |                        |                        |  |    |                   |                   |                   |
|  | E2                         | New York                   | 4                          |   |            |                        |                        |                        |  | E2 | New York          | 4                 |                   |
|  |                            |                            |                            |   |            |                        |                        |                        |  | E2 | New York          | 4                 |                   |
|  |                            | W2                         | Los Angeles*               | 1 |            |                        |                        |                        |  |    |                   |                   |                   |
|  | W1                         | W2                         | Los Angeles*               | 1 | Milwaukee* | 2                      |                        |                        |  |    |                   |                   |                   |
|  | W4                         | Golden State               | 4                          |   |            |                        |                        |                        |  |    |                   |                   |                   |
|  | W4                         | Golden State               | 4                          |   | W4         | Golden State           | 1                      |                        |  |    |                   |                   |                   |
|  | Conferencia Oeste          |                            |                            |   | W4         | Golden State           | 1                      |                        |  |    |                   |                   |                   |
|  |                            | W2                         | Los Angeles*               | 4 |            |                        |                        |                        |  |    |                   |                   |                   |
|  | W3                         | W2                         | Los Angeles*               | 4 | Chicago    | 3                      |                        |                        |  |    |                   |                   |                   |
|  | W3                         |                            |                            |   | Chicago    | 3                      |                        |                        |  |    |                   |                   |                   |
|  | W2                         | Los Angeles*               | 4                          |   |            |                        |                        |                        |  |    |                   |                   |                   |

* Campeón de División

Negrita Ganador de la serie

Cursiva Equipo con ventaja de cancha